# دالماتوفو
دالماتوفو (بالروسية: Далматово) هي إحدى مدن روسيا في الكيان الفدرالي الروسي كورغان أوبلاست.